# Bromma kyrka, Stockholm
Bromma kyrka är en kyrkobyggnad i Bromma i Stockholms kommun i Uppland. Den är församlingskyrka i Bromma församling i Stockholms stift.

## Kyrkans läge
Bromma kyrka är en av Stockholms äldsta byggnader, den ligger i stadsdelen med samma namn och är belägen väster om Stockholms innerstad. Kyrkan var tidigare omgiven av åker- och skogsmark som då tillhörde Eneby och Beckomberga gårdar. År 1905 började avstyckning av stora villatomter från gårdarna och med tiden har de delats upp i allt mindre tomter. Stadsdelen präglas nu av en heterogen villabebyggelse. Stadsdelen gränsar till Bromma flygplats i nordöst. Kyrkans äldsta del är det cirkelformade mittpartiet som också är väldigt ikoniskt för kyrkan.
Kyrkan är framförallt byggd ur en strategisk synvinkel då Mälarens vattenlinje var betydligt högre än dagens. Bromma kyrka byggdes som en fästningskyrka och var även en del av försvaret av mälarbygden. Kastalen på Stockholmen vid Norrström skulle få stöd av de nya fästningskyrkorna Bromma, Solna och Munsö varav alla var rundkyrkor.

## Kyrkobyggnaden

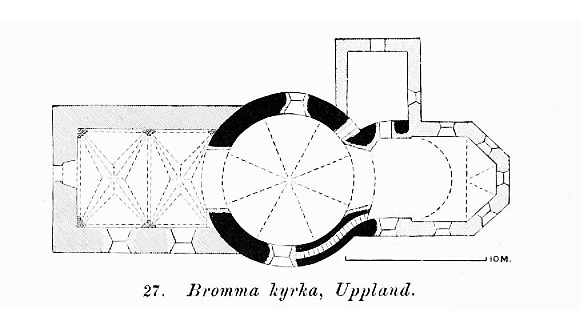
Planritning, före 1903. Svart: rundhuset.

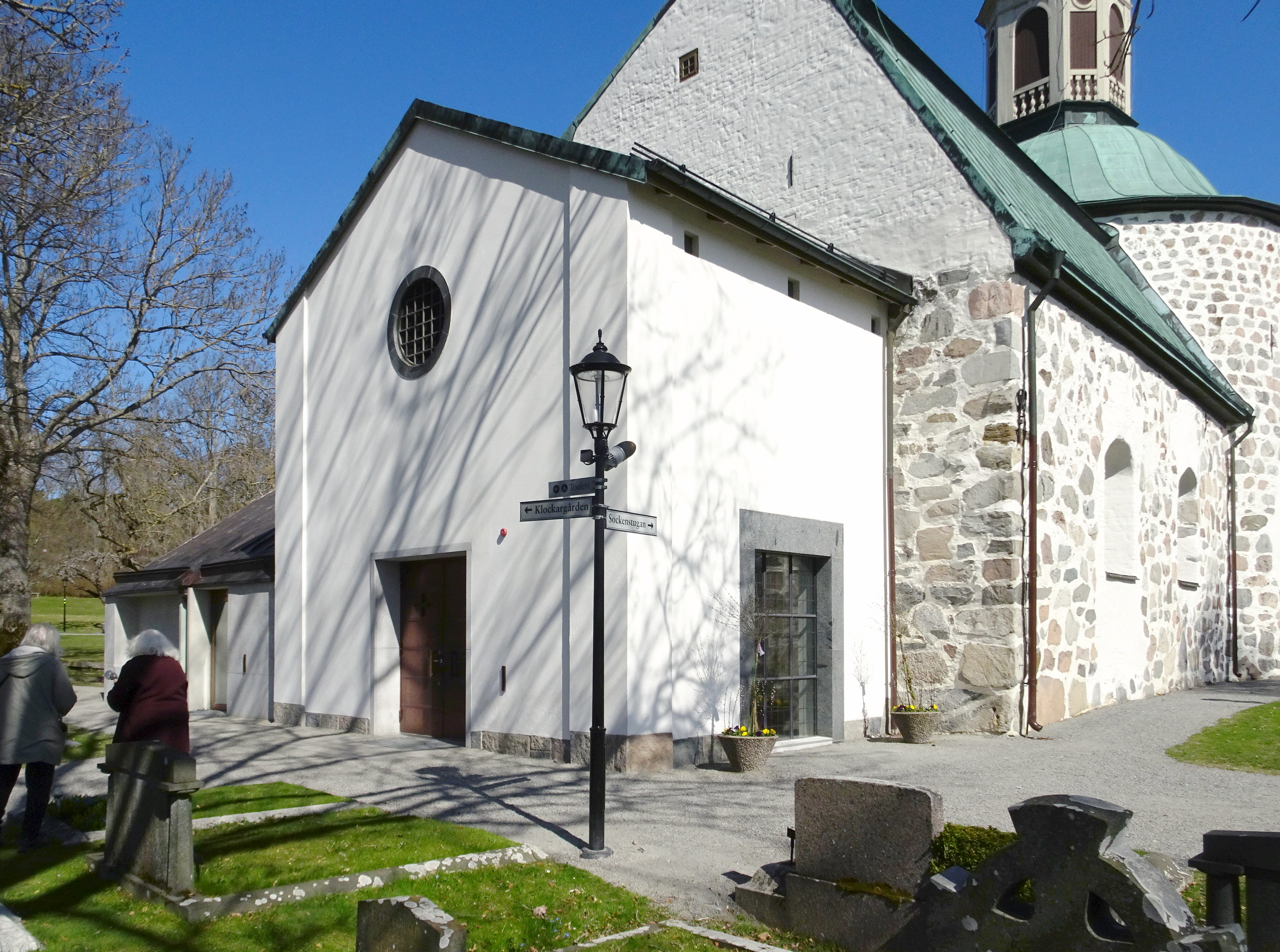
Bromma kyrkas vapenhus från 1968.

Den är en så kallad rundkyrka och räknas som en av Stockholms äldsta byggnader. Kyrkan uppfördes under 1100-talets andra hälft. Samtidigt uppfördes två andra rundkyrkor: Solna kyrka och Munsö kyrka. Sammanlagt åtta rundkyrkor finns bevarade i dag och något fler fanns i det medeltida Sverige. 
Från början fanns bara rundhuset och ett kor på den östra sidan. Bottenplanet var själva kyrkorummet. Utrymmet ovanför var ett skyddsrum för kvinnor och barn och kallades Jungfrukammaren. Männen skulle sköta försvaret från ett murkrön, som låg överst. Någon tornspira fanns inte.
Vid mitten av 1400-talet uppfördes långskeppet och sakristian i gråsten. På 1480-talet försågs kyrkan med muralmålningar utförda av Albertus Pictors verkstad med berättelser ur Bibeln. Efter att ha varit överkalkade togs kyrkomålningarna åter fram åren 1905–1906 och genomgick en hårdhänt restaurering.
I slutet av 1600-talet genomfördes ett flertal förändringar på kyrkan av den dåvarande kyrkoherden Johannes Vultejus som var kyrkoherde åren 1679–1700. Då fick kyrkan sitt nuvarande tak, tornspira, predikstol och altaruppsats. Dessutom lät han flytta klockstapeln från kyrkogården upp på Kråsberget. Alla dessa åtgärder var enligt de föreskrifter som Karl XI hade givit i syfte att rusta upp landets på många håll förfallna kyrkor.
Norr om sakristian uppfördes år 1703 ett gravkor för ätten Hjärne. Omkring 1728 revs det medeltida koret i Bromma kyrka och på dess plats uppfördes ett nytt sådant. Det var ett tresidigt avslutat kor avsett som gravkor åt Gabriel Stierncrona och hans ätt och med en underjordisk gravkammare. Koret byggdes efter ritningar av murmästareåldermannen Jonas Fristedt, som då var ålderman i Murmästareämbetet i Stockholm.

### Vapenhuset
Vapenhuset kallas kyrkans huvudingång. Denna byggnad uppfördes åren 1966–1968 efter ritningar av arkitekt Ragnar Hjort i samband med att kyrkans grund förstärktes. I och med det byggdes även vid den norra sidan ett källarplan som innehåller sakristia, kyrkvärdsrum, samlingsrum och förråd. Vapenhuset fick då ingång mot parkeringen, med söderläge. Det är fel ur kyrkoarkitektonisk synvinkel. I samband med tillbyggnaden 2019–2020 flyttades ingången till väster och den klassiska kyrkoarkitekturen återställdes.

### Tillbyggnad med kapell

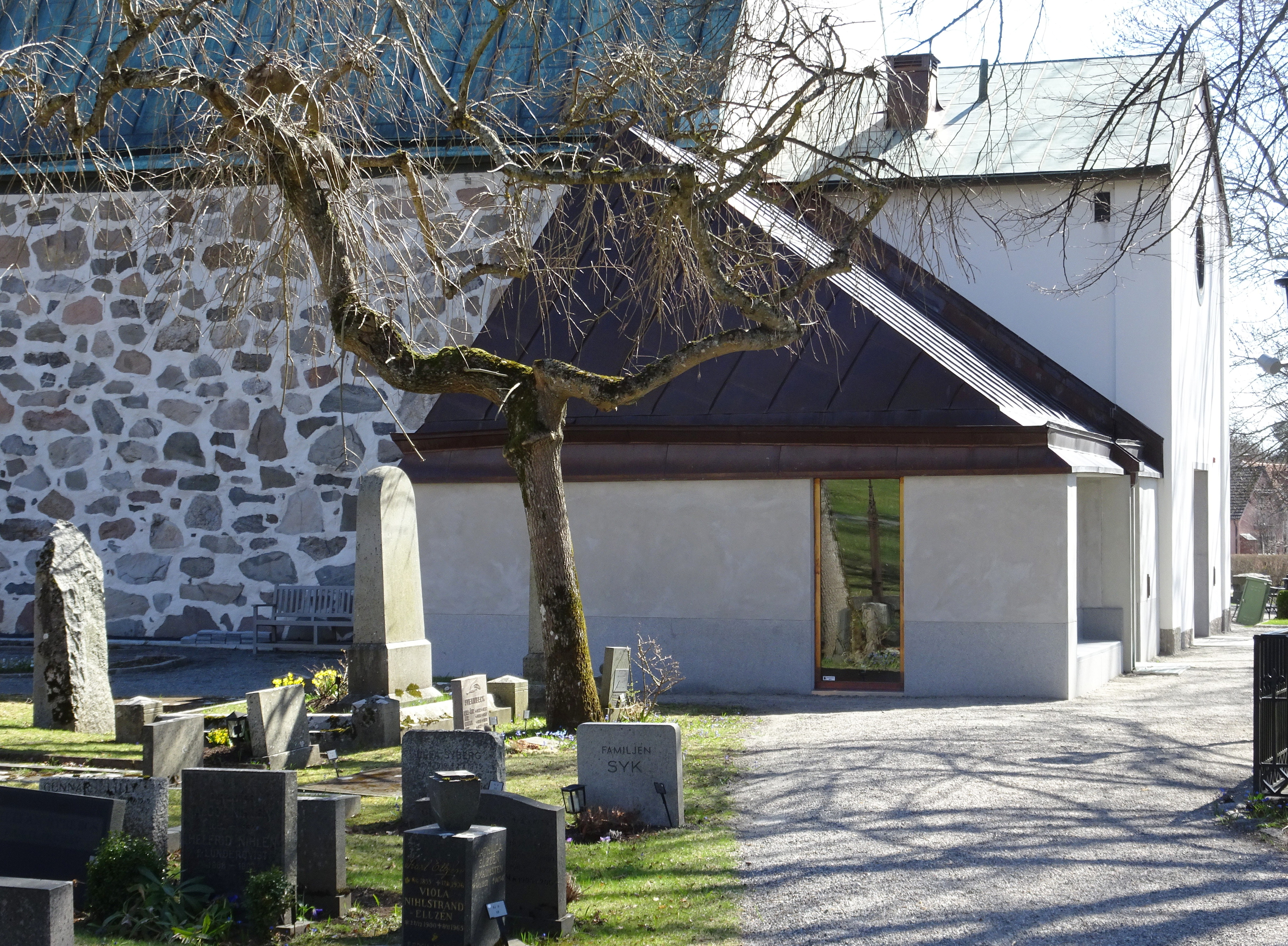
Bromma kyrkas nya kapell från 2021.

Under 2019 och 2020 byggdes ett nytt kapell i anslutning till vapenhuset, huvudingången till kyrkan flyttades till väster, en hiss ner till kryptan installerades och en klosterträdgård anlades utanför kyrkan. Det nya kapellet kom bland annat att möjliggöra en ljusbärare i Bromma kyrka, något som tidigare förbjudits av Länsstyrelsen på grund av brandrisken. Kapellet kom också att ge cirka 20 nya sittplatser, vilket kan användas då kyrkan i övrigt är fullsatt. Det nya kapellet, flytten av vapenhusets huvudentré och hissinstallationen påverkar inte några av de äldre delarna i kyrkan. Kapellet ritades av arkitekt Karolina Keyzer och invigdes våren 2021. Byggnaden nominerades tillsammans med tio andra kandidater till Årets Stockholmsbyggnad 2022. Juryns kommentar löd:
| ” | En av Stockholms äldsta byggnader har fått ytterligare ett historiskt lager genom en tillbyggnad som bidrar med ett nutida arkitektoniskt värde till den medeltida kyrkan. Ljusföring, fönstersättning och utblickar ger vackra rum och samspelar med landskapet runt omkring. Sittbänken utanför ger ett socialt tillskott. | „ |

### Orgel
Under 2020 installerades en ny orgel från Bergenblad & Jonsson Orgelbyggeri   i Farstorp i Nye församling i Småland. Orgeln är rest mot västväggen, på båda sidor mittgången, och delar av det stora instrumentet döljs under golvet. Orgeln har 23 stämmor. I samband med installationen uppfördes också körläktaren längst bak i kyrkan. Bakom orgeln finns en smal gång för musikerna och orgelstämmaren från vilken det också går att se kalkmålningarna på väggen bakom orgeln. Orgeln har följande disposition: 
| Man I.        | Man II.        | Pedal       | Koppel |
| ------------- | -------------- | ----------- | ------ |
| Principal 8   | Traversfleut 8 | Subbas 16   | II/I   |
| Flûte harm. 8 | Salicional 8   | Principal 8 | II/P   |
| Borduna 8     | Voix céleste 8 | Borduna 8   | I/P    |
| Octava 4      | Fleut oct. 4   | Qvinta 6    |        |
| Octava 2      | Piccolo 2      | Octava 4    |        |
| Mixtur III-IV | Cornett II     | Trombone 16 |        |
| Trumpet 8     | Fagott 16      | Trumpet 8   |        |
| Clarinette 8  | Oboe 8         |             |        |
|               |                |             |        |

## Kyrkogården
Bromma kyrkogård har en areal om 5 hektar och ägs och förvaltas av Stockholms kyrkogårdsförvaltning. Den har anor från medeltiden och idag finns ca 8000 gravar där. Många lövträd finns på kyrkogården, och björkar och häckar delar in gravkvarteren. Vid prästgården och sockenstugan finns även en äppelträdgård. Kyrkogården är under utbyggnad och har utvidgats flera gånger från och med 1800-talet. År 1974 anlades minneslunden efter ritningar av arkitekt Jan Wahlman. Numera erbjuds gravplats genom individuell gravplats eller gravplats i minneslund.
Öster om kyrkan finns flera av prästerskapets gravar, medan man på västra sidan finner ett inhägnat område som disponeras av Evangeliska Fosterlandsstiftelsen.  Bland många kända personer är författaren Nils Ferlin och skådespelerskan Julia Cæsar begravda på Bromma kyrkogård.

## Övriga byggnader

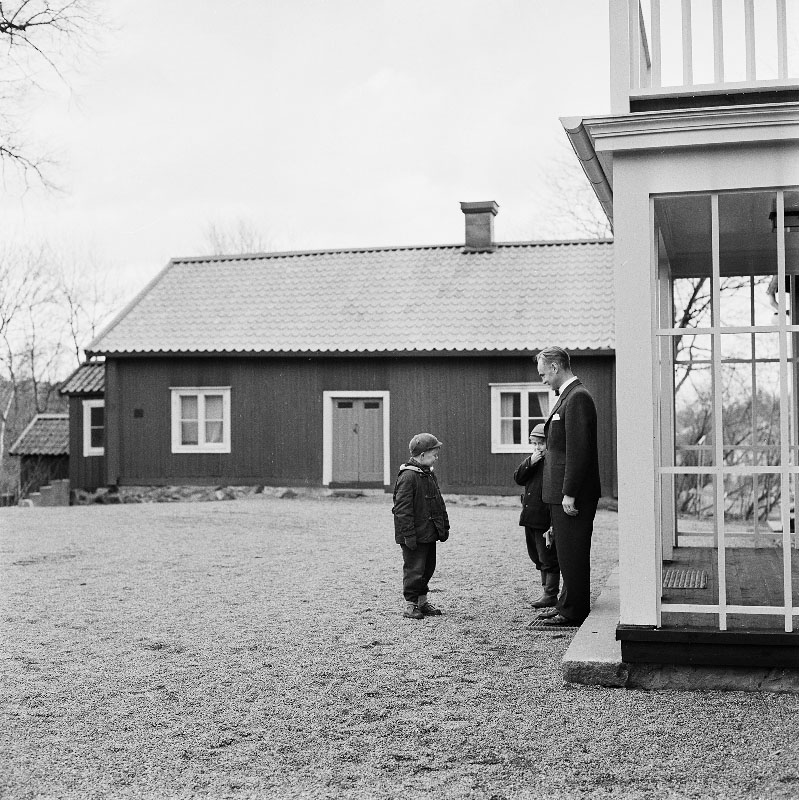
Bromma prästgård. Vändplan framför husen. 21 januari 1957

Prästgården är en av byggnaderna som ligger på kyrkans område. Per Abraham Printz utsågs till socknens förste kyrkoherde när Bromma blev eget pastorat år 1847. Tidigare hade församlingen tilldelats en kyrkoherde i Stockholm som “prebende”. Samtidigt bestämdes det att man skulle bygga en ny prästgård på sluttningen ovanför kyrkan. Man ansåg den gamla prästgården för liten och dålig för den nye kyrkoherden. Den nya prästgården stod klar 1850.
Senare under 1800-talets föredrog dock församlingens präster att bo på andra platser, som i Sundbyberg, som låg mindre isolerat. År 1914 invigdes en ny prästgård nära Ulvsunda slott vilket gjorde att prästgården vid kyrkan användes som bland annat klockarbostad och skollokal under de åren.
I samband med församlingens delning 1955 upprustades prästgården och återfick sin ursprungliga funktion i och med att kyrkoherde Bengt Collste flyttade in.
Tiondeladan är en byggnad som byggdes på 1700-talet och som ligger närmast prästgården. Ladan användes för att förvara tiondet som uppkom under medeltiden. Tiondet var den andel av böndernas produkter som de var tvungna att överlämna till kyrkan. Det kunde vara kött, spannmål, ägg etc. Detta upphörde år 1910.
Gamla klockargården var en byggnad som byggdes för att vara skollokal och bostad åt den förste läraren Erik Månström. Skolundervisning började år 1755. År 1805 förstördes dock byggnaden av en brand och en ny uppfördes 1808. År 1930 användes klockargården av kyrkogårdsförvaltningen och idag finns en förskola där.
Bromma kyrkskola är en byggnad som uppfördes år 1862 när klockargårdens skollokal blivit otillräcklig efter folkskolestadgan år 1842. Den stod färdig 1864 men blev redan 1885 för liten och byggdes ut åt söder med ytterligare en skolsal och två lägenheter åt lärarna.
Sockenstugan kallas den röda stugan öster om prästgården, eftersom sockenstämmorna ofta hölls där förr i tiden. Stugans äldsta delar anses härstamma från 1600-talet och därför är Sockenstugan en av Stockholm äldsta träbyggnader. Den fungerade som prästgård fram till 1850, då den nuvarande byggdes. Från 1850 har stugan fungerat periodvis som bostad för gårdsfolket och ibland som skollokal. Idag används byggnaden som samlingslokal för kyrkans verksamhet.

## Några kalkmålningar av Albertus Pictor
De gamla kalkmålningarna av Albertus Pictor i Bromma kyrka från början av 1480-talet kalkades över redan på 1500-talet. Målningarna restaurerades 1905–1906. Synen på den medeltida konsten hade förändrats och målningarna togs fram igen och kompletterades där de blivit skadade av överkalkningen. Ett antal målningar har profetiska förebilder till nytestamentliga scener. Sex av målningarna skildrar passionshistorien och uppståndelsen. Några av dem är S:t Erasmus martyrium och S:t Stefanus martyrium. Målningarna i bågen intill rundhuset är tillägnade Maria och hennes moder Annas historia. Valvbågen kallas därför S:ta Anna-bågen.

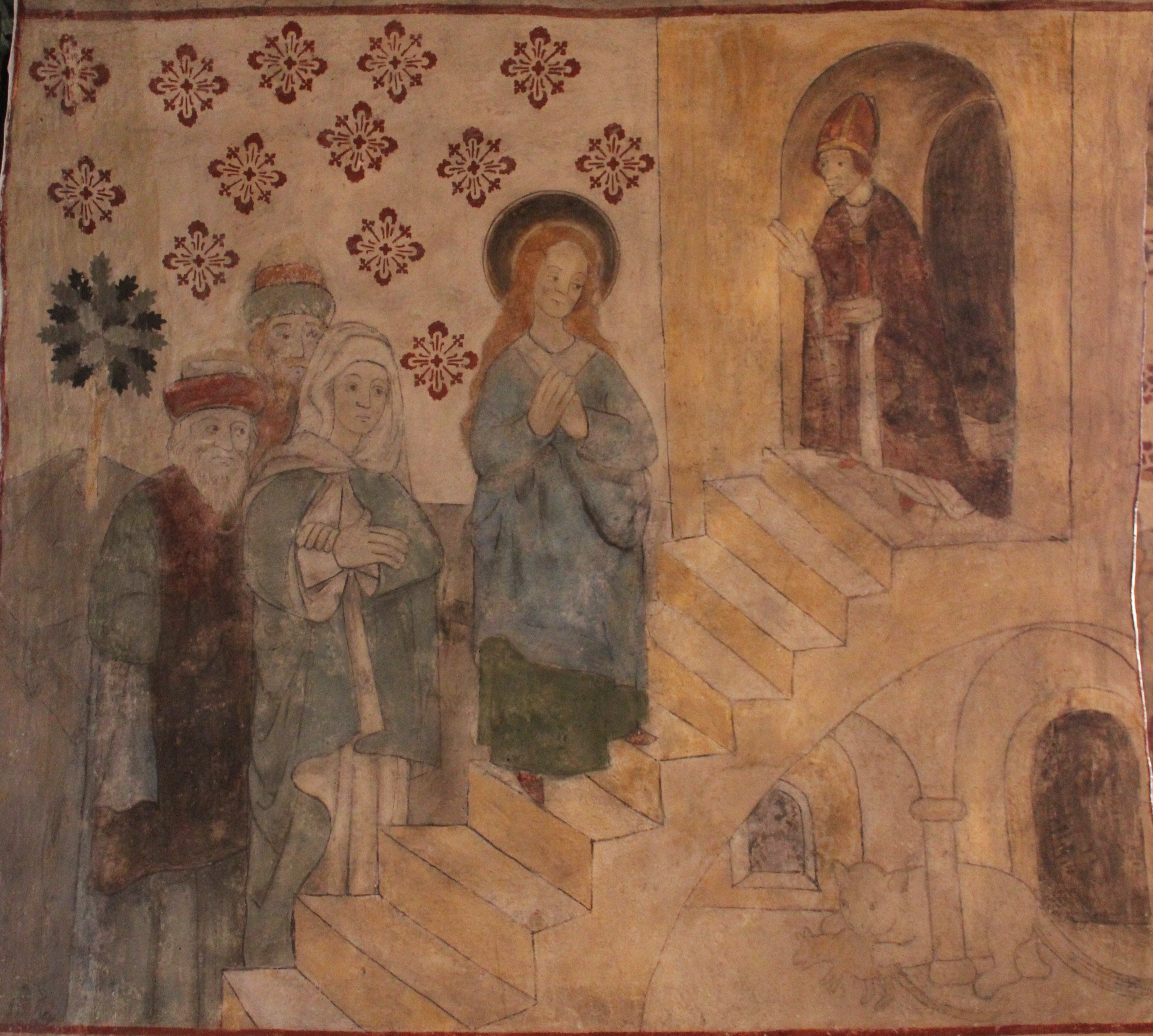
Jungfru Marias tempelgång. Målningarna bildar en sammanhängande serie, nämligen en framställning av hela S:ta Anna-legenden, sådan den på 1400-talet levde i allas sinnen.
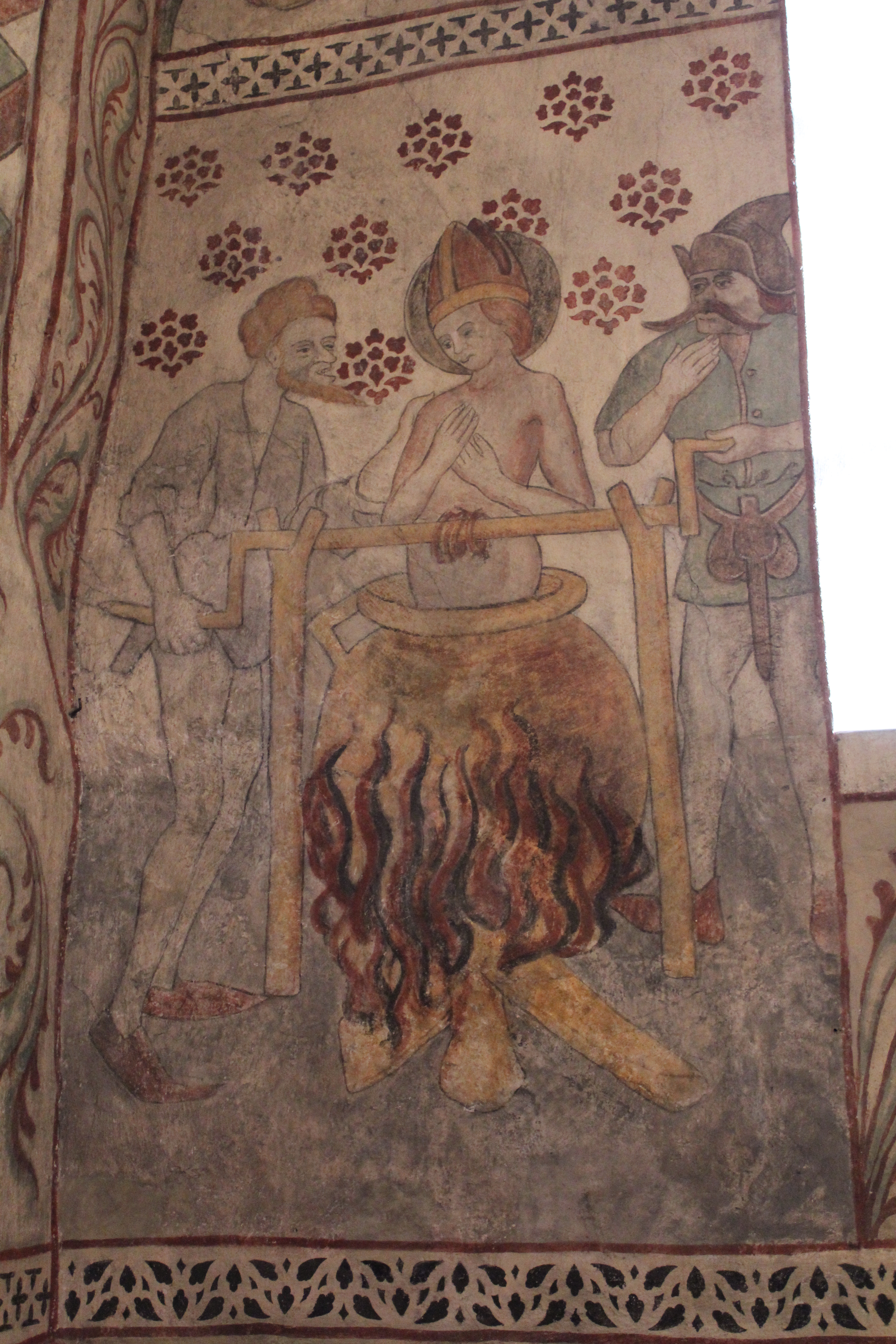
S:t Erasmus martyrium. Helgonet kokas i olja och hans tarmar vevas upp med en vinda. (Bilden är delvis nymålad.) Målningen är en av de sex målningarna som skildrar passionshistorien och uppståndelsen.
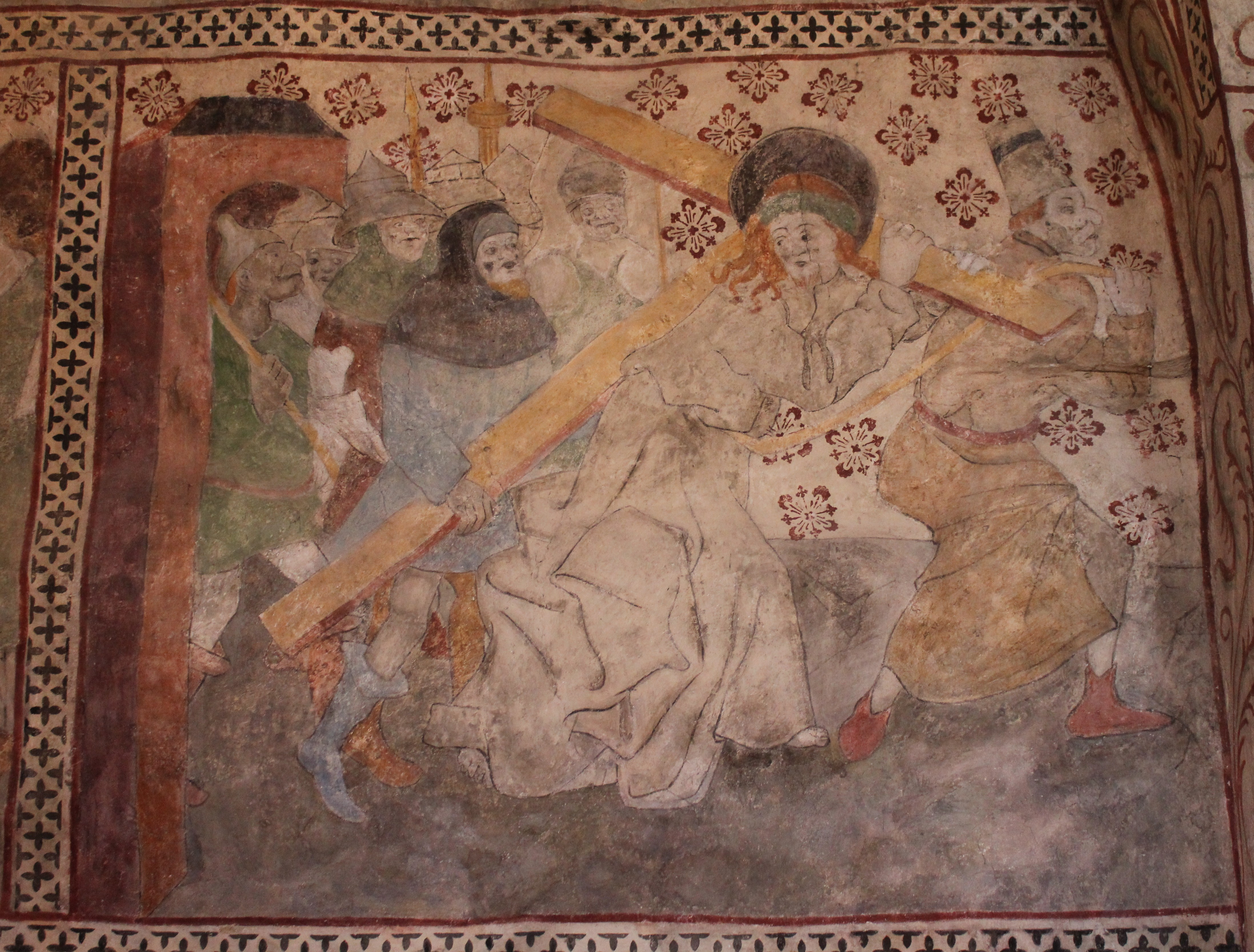
Jesus bär sitt kors. Simon från Kyrene hjälper Jesus bära korset. Målningen är en av målningarna som skildrar passionshistorien och uppståndelsen.
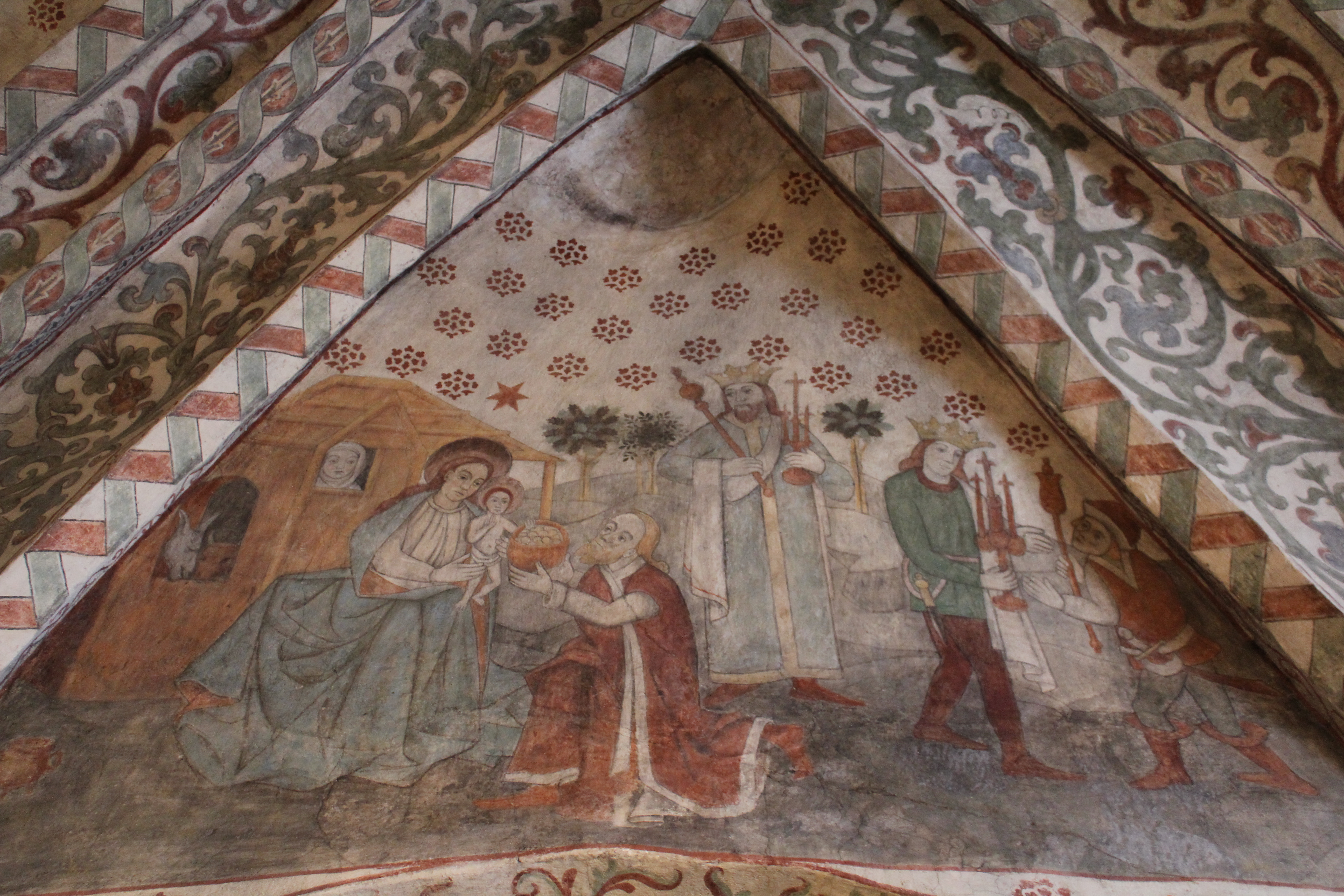
Konungarnas tillbedjan. Matt. 2:1-12, över bågen mot rundkyrkan, nymålad 1906, sign. C.L. Lundin, (Predikotext på Trettondedag Jul.)
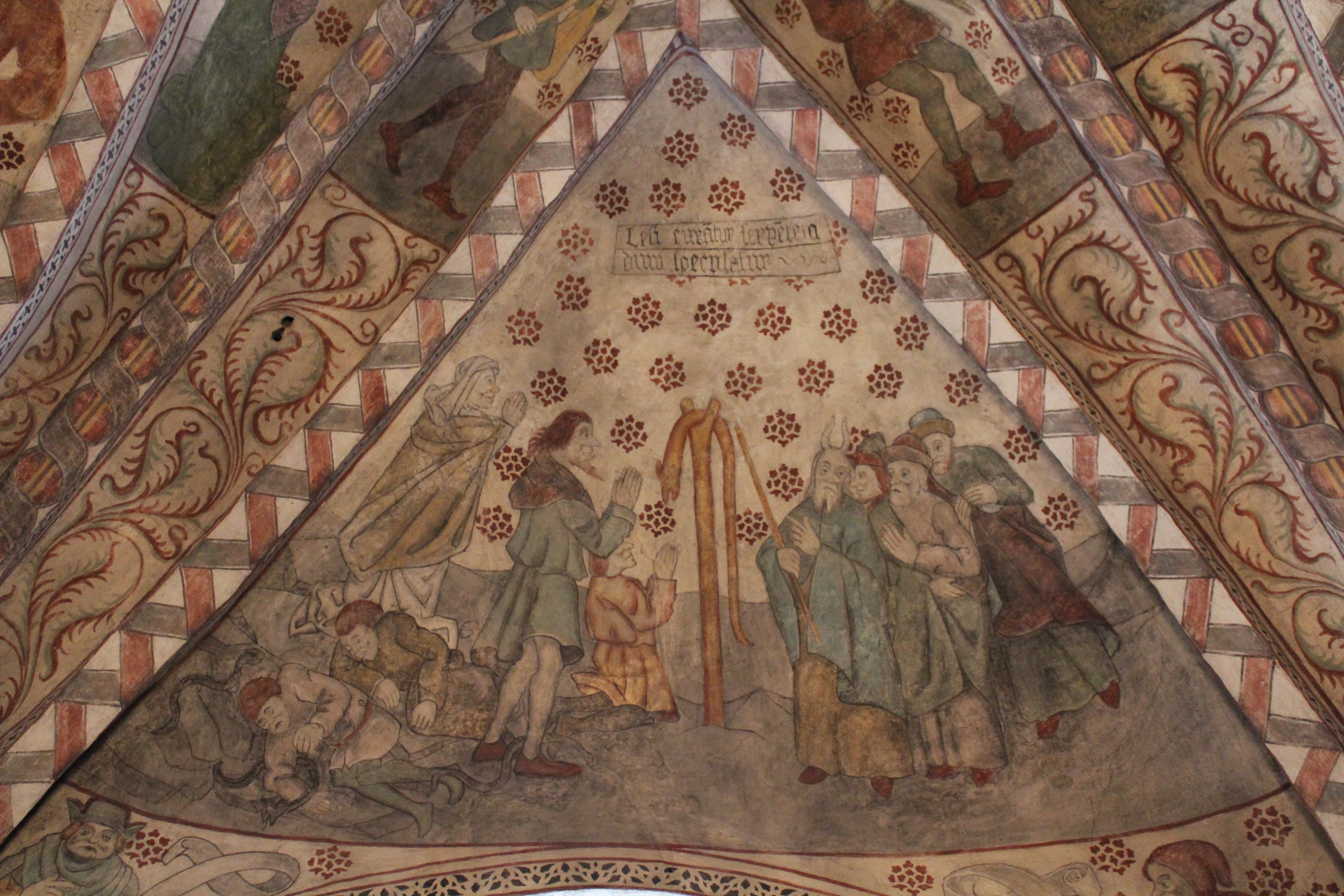
Kopparormen i öknen. De sjuka botas, då de blickar upp mot ormen. (Texten på profeternas språkband nedtill är utplånad.)
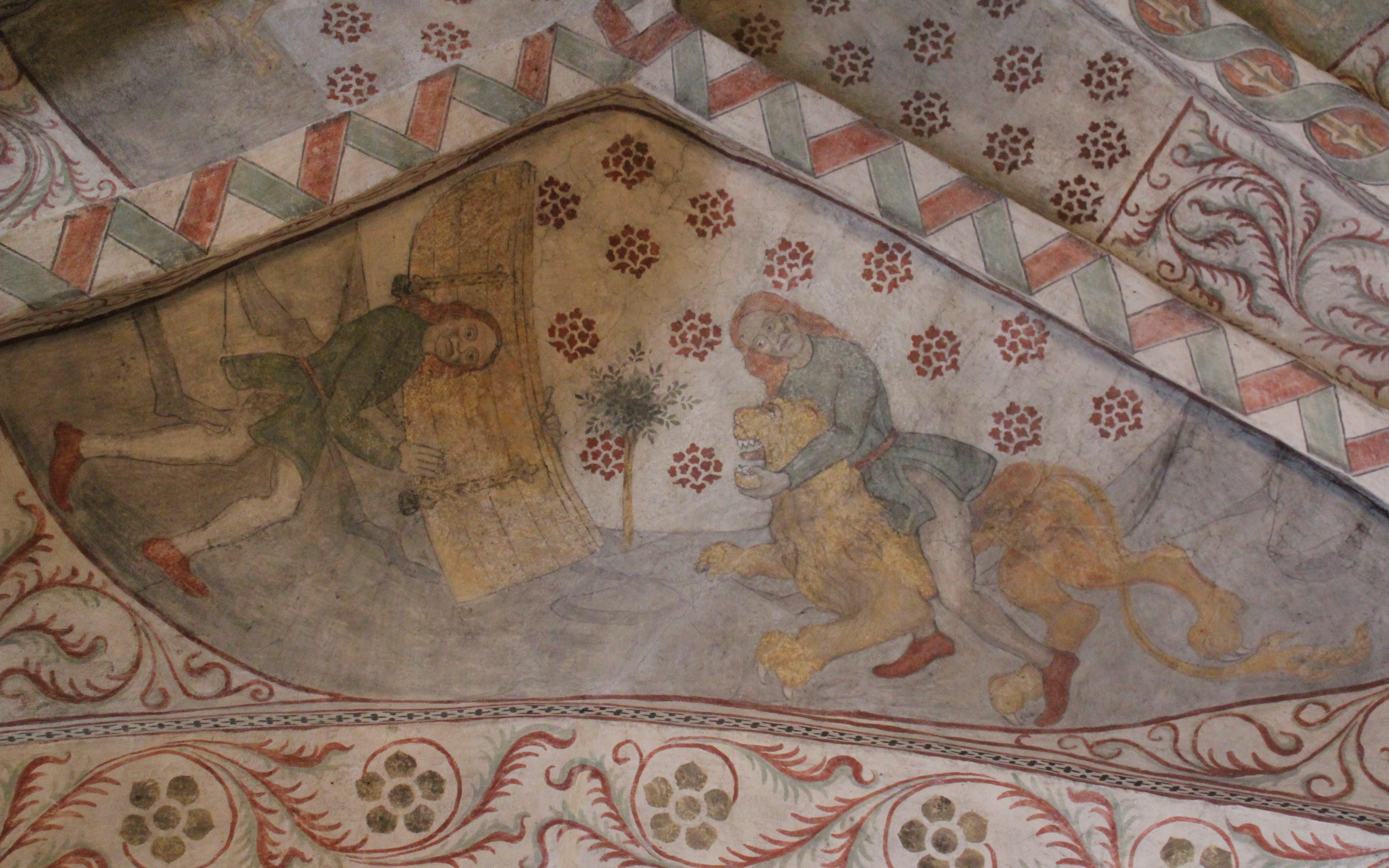
Simson bär Gazas stadsportar. Simson söndersliter lejonet, Simsons kraftgärningar är förebilder till hur Jesus övervinner döden och spränger dödsrikets portar.

## Galleri

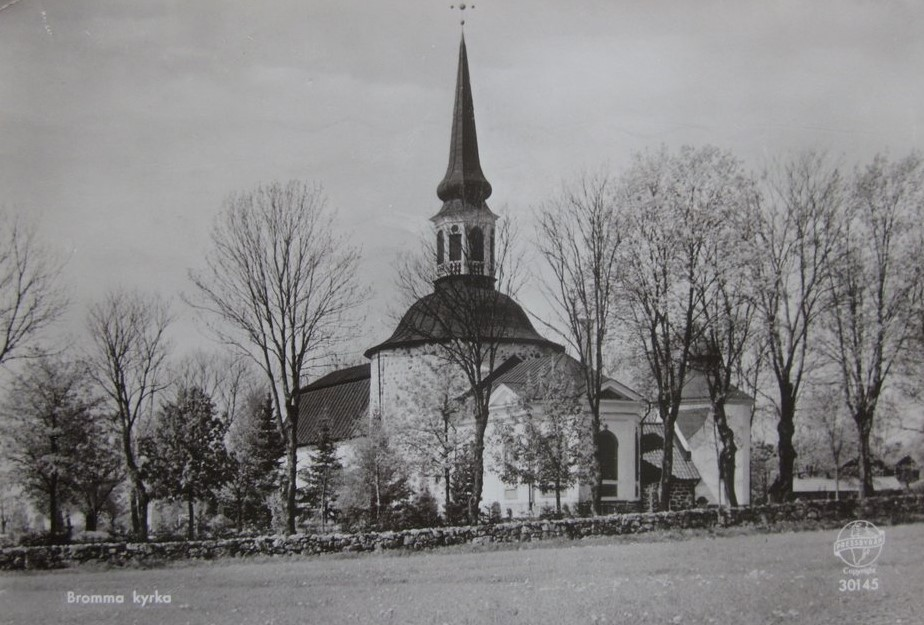
Bromma kyrka, vykort, poststämplat 1962
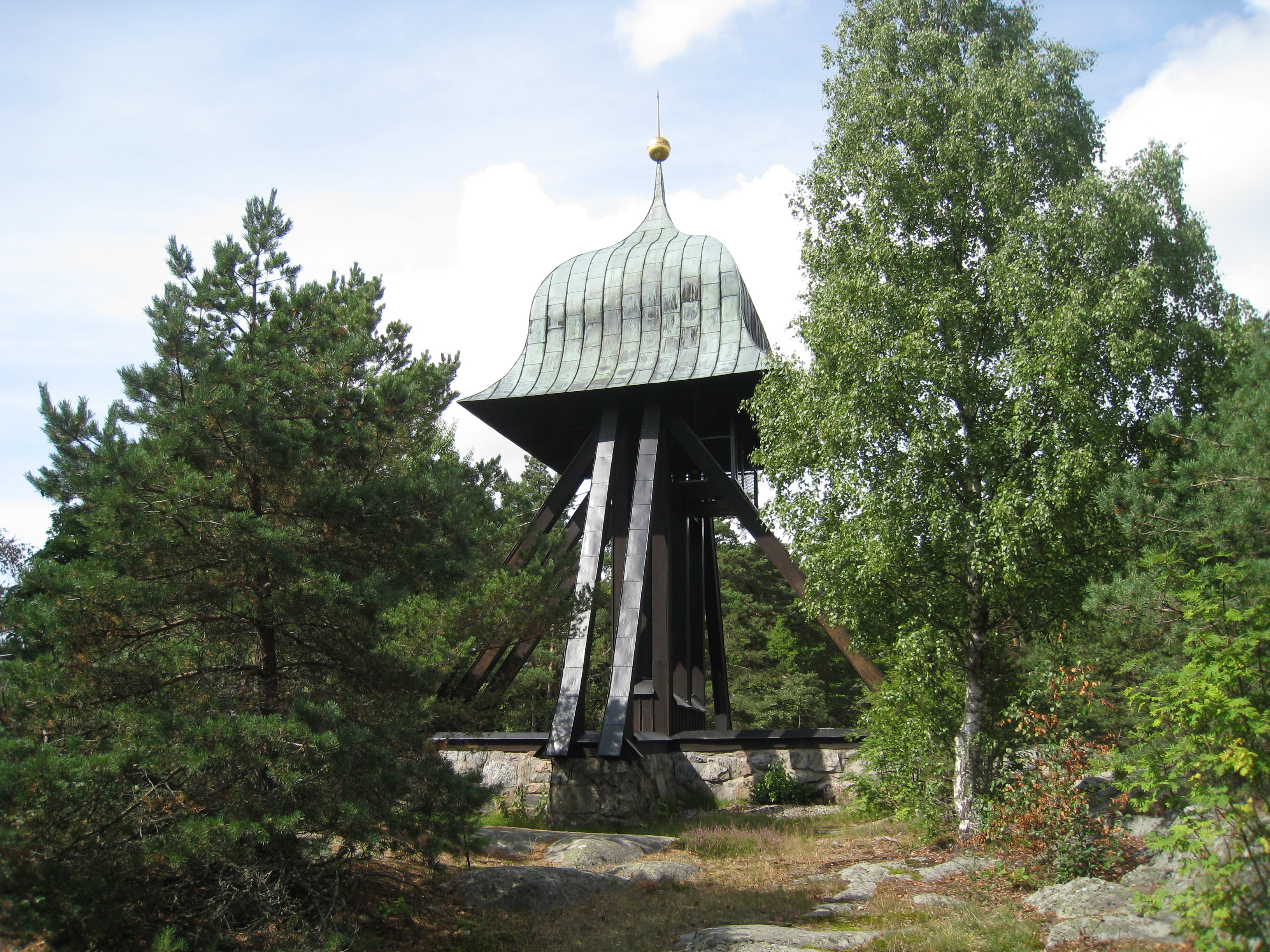
Bromma kyrkas klockstapeln
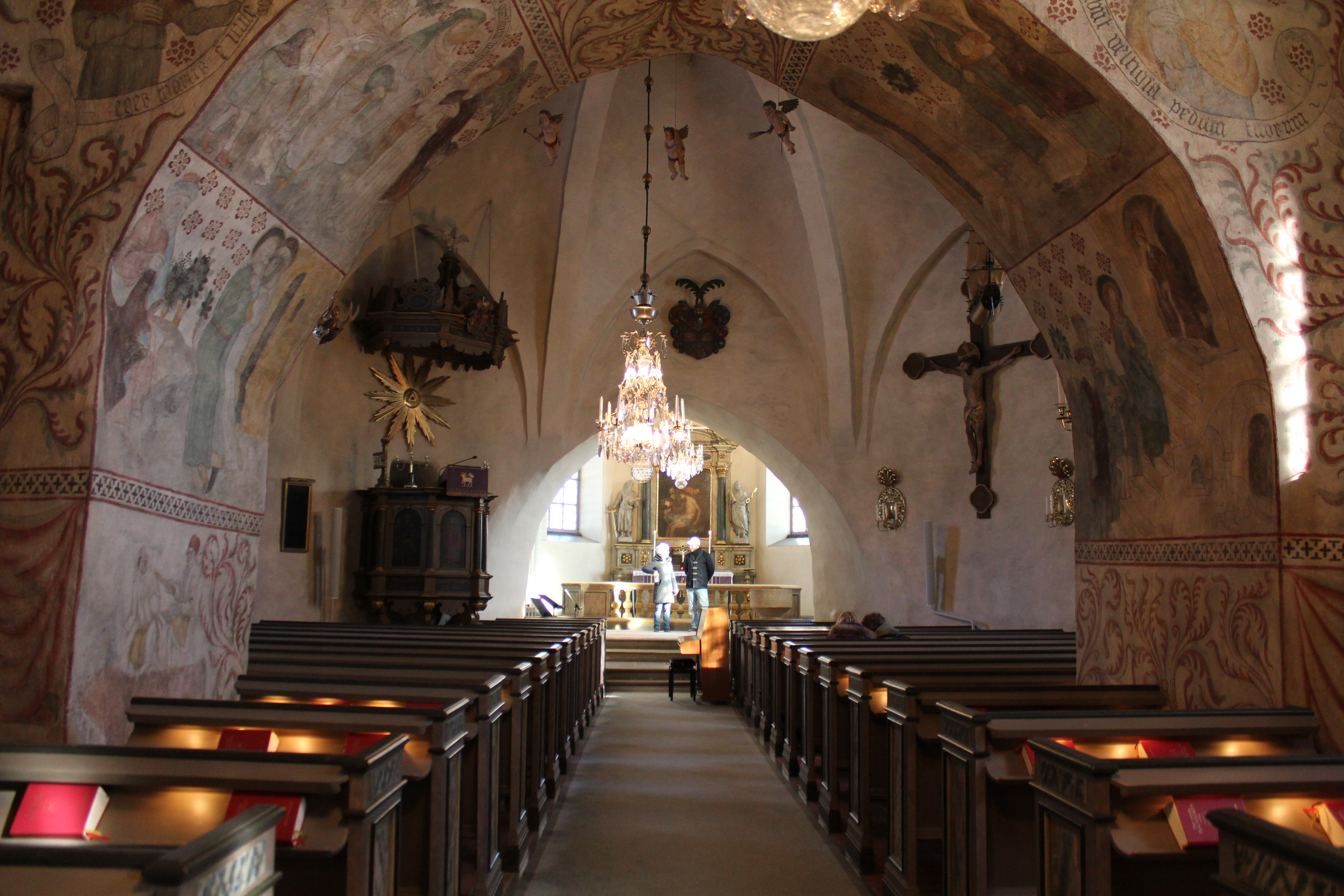
Bromma kyrkas kalkmålade väggar
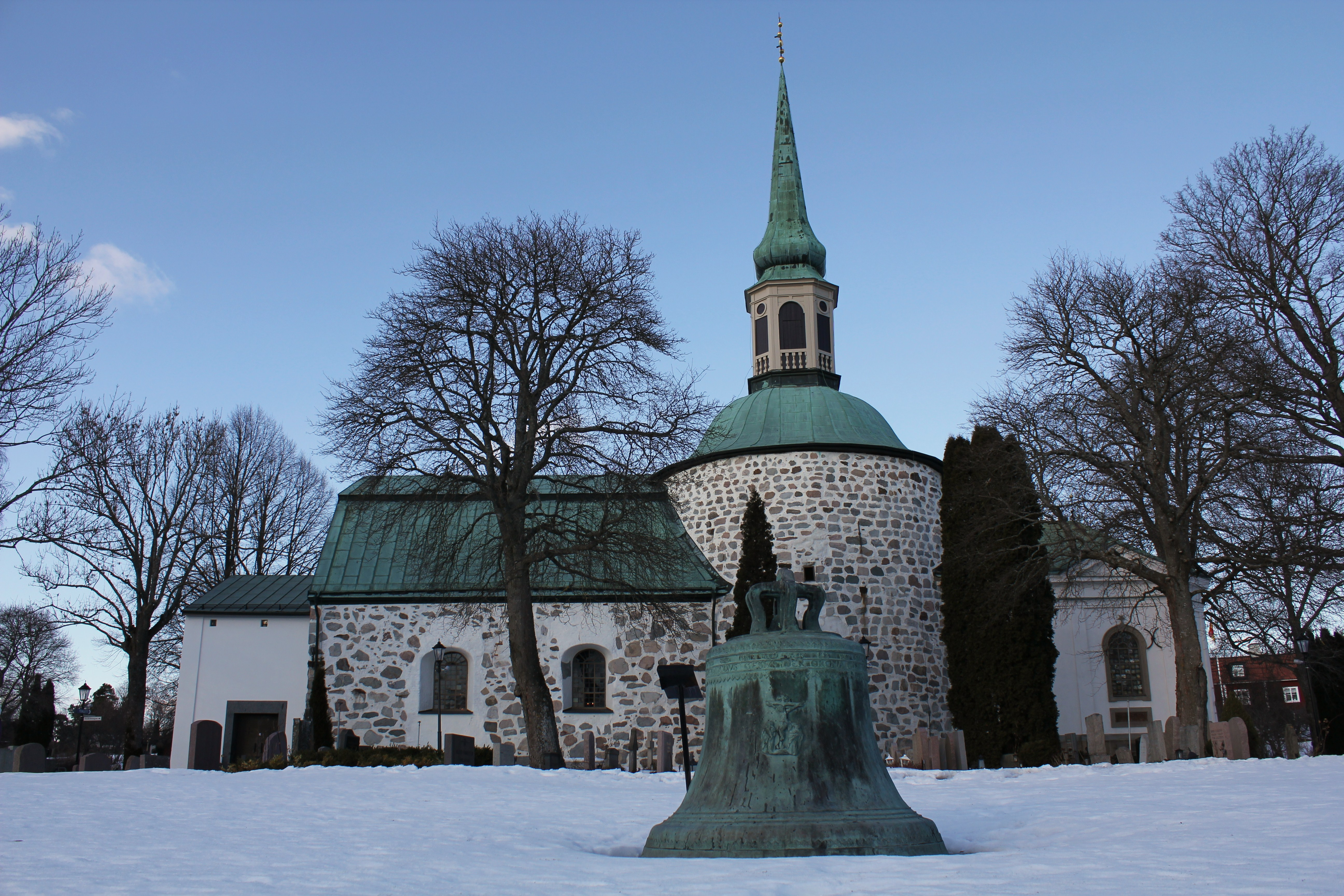
Bromma kyrka, vinterbild
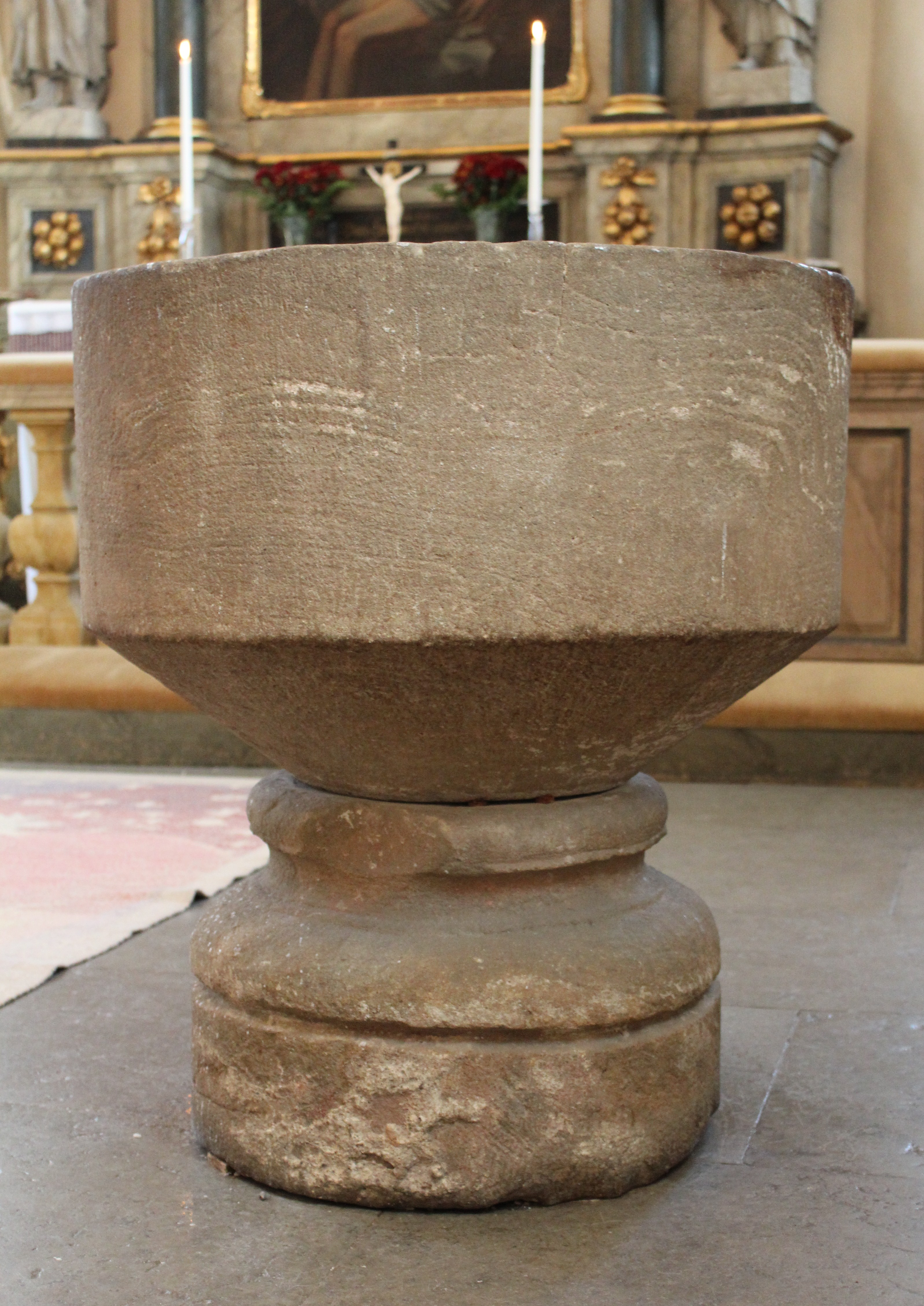
Bromma kyrkas dopfunt
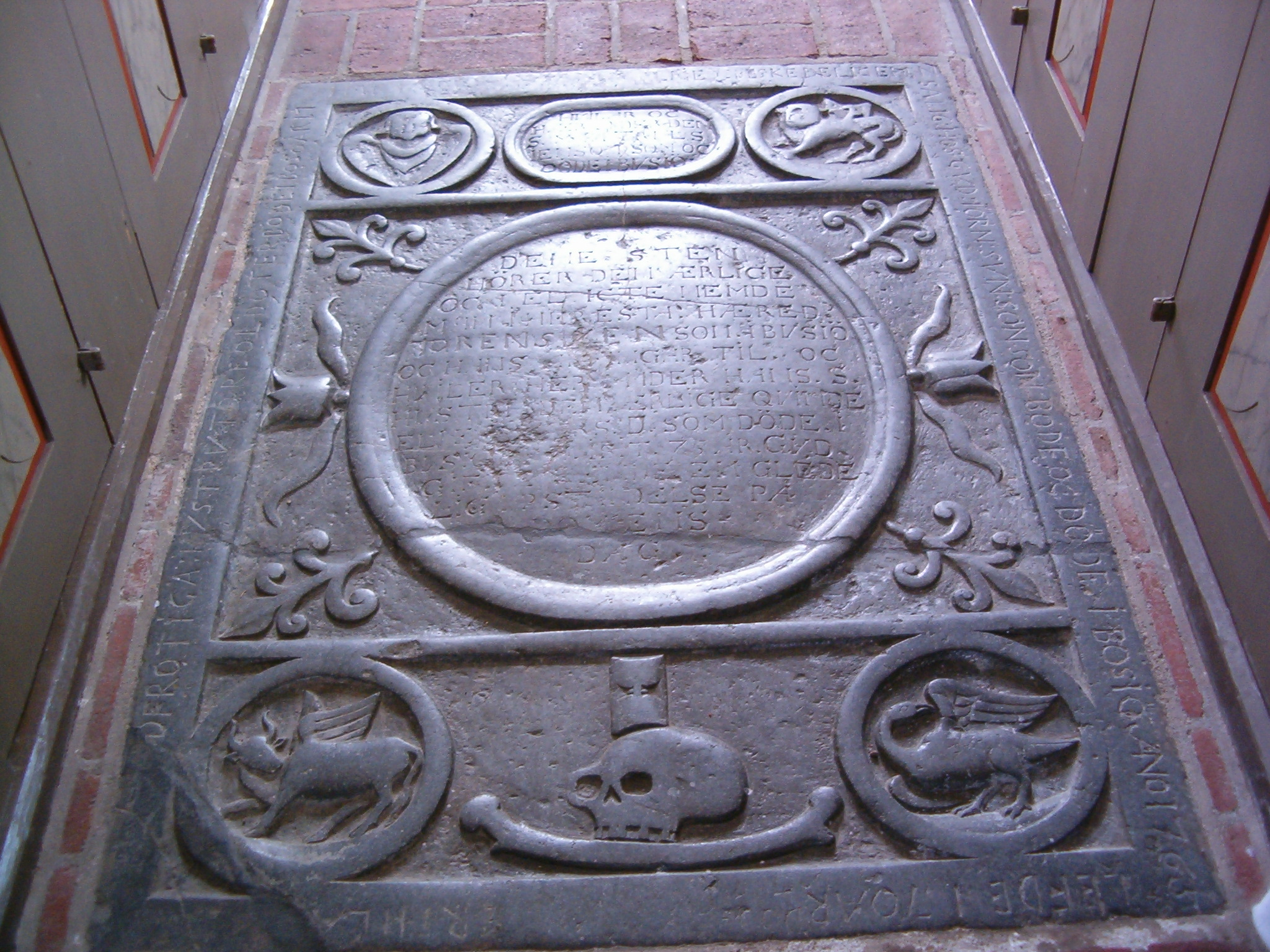
Bromma kyrka, gravvård
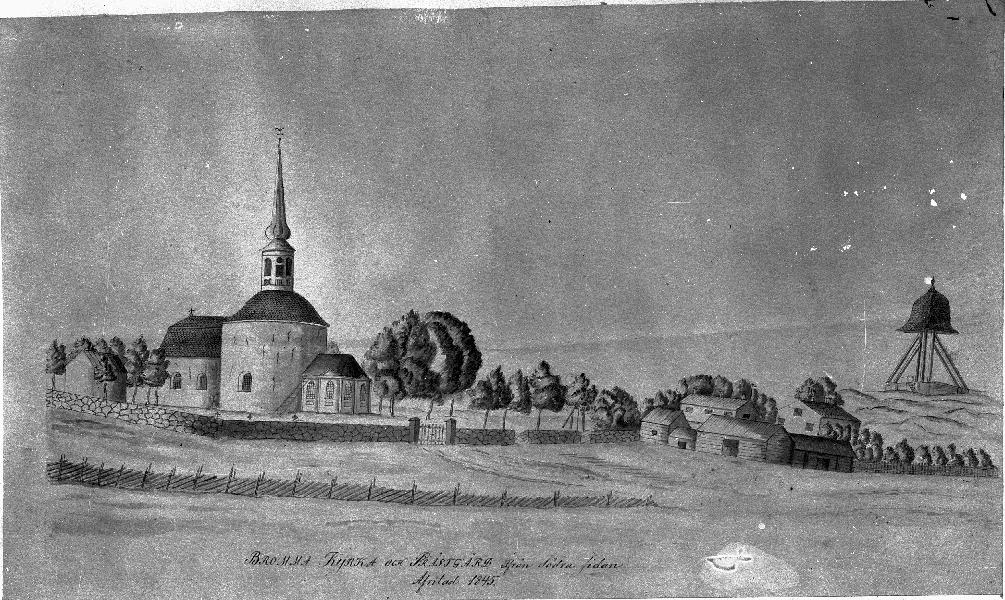
Kyrkan mot sydöst, teckning från 1845 i Uppsala Universitetsbibliotek, avfotograferad. Längst till höger syns Klockstapeln på Kråsberget (Klockberget)